# Хай-Бар Йотвата
Хай-Бар Йотвата (івр. חי-בר יוטבתה) — заповідник на території Південного Негева (пустелі Арава, Ізраїль), створений в 1970 році для розведення та реінтродукції диких тварин.

## Розташування і загальний опис
Заповідник Хай-Бар Йотвата розташований в пустелі Арава в 35 кілометрах на північ від Ейлата, між кібуцами Йотвата і Самар. До заповідника здійснюються регулярні автобусні рейси з Тель-Авіву, Єрусалиму, Хайфи і Беер-Шеви. На території заповідника розташовані декілька ландафтів, акацієві гаї (Acacia tortilis і Acacia raddiana), солончаки і піски.
Метою заповідника, як і його аналога на півночі Ізраїлю, є розведення і реінтродукція на території Ізраїлю тварин, що згадувалися у Біблії та згодом зникли з цього регіону, а також захист в природних умовах пустельних тварин, що перебувають під загрозою зникнення. Ідея відродження зниклих популяцій згаданих у Біблії тварин зародилася в Управлінні заповідників Ізраїлю в першій половині 1960-х років. Товариство «Хай-Бар» було засновано в 1964 році. В 1968 році у районі солончаків і акацієвих гаїв неподалік від кібуцу Йотвата було виділено 12 км² під майбутній заповідник, який отримав офіційний статус в 1970 році.
Заповідник включає три основні частини:
- основна територія площею 12 км² відведена для стад травоїдних ссавців і страусів в умовах, максимально наближених до природних
- центр хижаків являє собою ряд ізольованих ділянок, де містяться великі ссавці хижаки, рептилії і дрібні пустельні тварини
- «темна кімната» призначена для спостереження за нічними тваринами у період активності

Заповідник цілий рік відкрито для відвідувачів, зачиняється за годину до заходу сонця. Відвідування платне, може включати або не включати відвідування центру хижаків; тривалість екскурсії — дві години. Є також можливість ночівлі. У 2010 році у заповіднику побували майже 43 тисячі туристів, в 2011 році — близько 41 тисячі.

## Основні види
У заповіднику в природних умовах утримуються   такі великі травоїдні ссавці і птахи:
- Кулан (Equus hemionus, популяція в 2011 році 8 особин, з них 3 дитини)
- Дикий осел (Equus africanus)
- Аравійська бейза (Oryx leucoryx, популяція в 2011 році 60 особин)
- Сахарський орікс (Oryx dammah, популяція в 2011 році 14 особин)
- Аддакс (Addax nasomaculatus, популяція в 2011 році понад 20 особин, з них 5 дитинчат)
- Страус (Struthio camelus, популяція в 2011 році 47 особин)

В закритій зоні містяться представники наступних видів хижаків:
- Леопард (Panthera pardus)
- Каракал (Caracal caracal)
- Лісовий кіт (Felis silvestris)
- Вовк (Canis lupus)
- Піщана лисиця (Vulpes rueppellii)
- Афганська лисиця (Vulpes cana)
- Смугаста гієна (Hyaena hyaena)

Серед видів, представлених в «темній кімнаті»:
- Карликова піщанка (Gerbillus gerbillus)
- Піщанка Вагнера (Dipodillus dasyurus)
- Піщанка Сундевалла (Meriones crassus)
- Садова соня (Eliomys quercinus)
- Звичайна сипуха (Tyto alba)
- Сплюх (Otus scops)
- Будинковий сич (Athene noctua)
- Єгипетська летюча собака (Rousettus aegyptiacus)